# Adriana Santos
Adriana Aparecida dos Santos (* 18. Januar 1971 in São Bernardo do Campo, São Paulo) ist eine ehemalige brasilianische Basketballspielerin und heutige -trainerin.
Mit der brasilianischen Nationalmannschaft gewann Adriana Santos bei den Weltmeisterschaften 1994 in Sydney durch einen 96:87-Sieg im Finale gegen China die Goldmedaille. Bei den Olympischen Spielen 1996 in Atlanta gewann sie mit Brasilien die Silbermedaille sowie vier Jahre später bei den Olympischen Spielen 2000 in Sydney die Bronzemedaille. Bei den Olympischen Spielen 2004 in Athen verpasste Santos mit der brasilianischen Auswahl durch einen vierten Platz eine Medaille knapp. 
Außerdem gewann Santos mit Brasilien fünfmal die Basketball-Südamerikameisterschaft (1991, 1995, 1997, 1999 und 2001).
Im Dezember 2015 übernahm Adriana Santos das Amt der Koordinatorin der brasilianischen Damen-Nationalmannschaft, eine Position oberhalb des Trainers.
Bei den Olympischen Spielen 2016 in Rio de Janeiro sprach Santos als Trainervertreterin den olympischen Eid.